# Crkva Presvetog Trojstva u Nedelišću
Crkva Presvetog Trojstva u Nedelišću rimokatolička je župna crkva posvećena Presvetom Trojstvu u Nedelišću u Međimurskoj županiji
Današnja crkva sagrađena je oko 1460. godine na mjestu, gdje je prije bila stara drvena crkva. Na gotičko svetište crkve u 17. stoljeću dograđena je današnja lađa crkve i toranj u baroknom stilu. Najvrjedniji detalj u župnoj crkvi je kustodija visoka 6 metara, majstorsko djelo nepoznatog kasnogotičkog kamenorezbara iz 16. stoljeća. Najpoznatiji župnik u crkvi Presvetog Trojstva u Nedelišću bio je Juraj Križanić od 1643. do 1644., hrvatski svećenik, teolog, pisac, jezikoslovac, političar te zagovornik crkvenog i slavenskog jedinstva. U spomen na to, postavljena je spomen-ploča na ulazu u crkvu.
Društveno-povijesna vrijednost Crkve Presvetog Trojstva je i u tome što se uz njezino djelovanje, u 17. stoljeću, vezuje i razvoj školstva. U 18. stoljeću crkva dobiva dva pokrajnja oltara svetog Antuna Padovanskog i svetoga Vida, sakristiju, a nedaleko se gradi i barokna župna kuća. 
Oltar Gospe Lurdske dograđen je 1883. godine, a vrijednost mu je u tome što je to prvi i najstariji kip Gospe Lurdske u Hrvatskoj. Nabavio ga je 1883. godine tadašnji nedelišćanski župnik Ignacije Szele s kapelanom Felixom Berkom, a kako pokazuju povijesni spisi, dopremljen je iz Pariškoga umjetničkoga zavoda te je koštao 100 forinta.
U 1912. godini crkva je potpuno renovirana, dobila je vitraje (umjetnički oslikane prozore) koje je oslikao i postavio Josef Palka iz Budimpešte, te oltar Sveta tri kralja. Iz te godine i potječe slika Posljednje večere koja se nalazi na luku između svetišta i lađe.
Župa je dio Štrigovskog dekanata te Međimurskog arhiđakonata. Župa Nedelišće spominje se u popisu župa Zagrebačke biskupije 1334. godine sa župskom crkvom Presvetoga Trojstva: „Ecclesia sancte Trintatis”. Danas župi Nedelišće pripadaju sljedeća mjesta: Nedelišće, Pušćine, Dunjkovec, Pretetinec i Slakovec.
Glavna župna proštenja su: Presveto Trojstvo (nedjelja nakon svetkovine Duhova) i Gospa Lurdska (11. veljače).